# Frontoni di Egina
I Frontoni di Egina sono due complessi scultorei che decoravano il tempio di Afaia nell'isola di Egina in Attica. In marmo pario, sono considerati tra i capolavori della scultura greca arcaica a un passo dallo stile severo e sono entrambi conservati nella Gliptoteca di Monaco di Baviera.

## Storia
I frontoni di Egina sono tra le opere più significative del genere frontonale, per antichità e importanza artistica. Le differenze stilistiche tra il lato ovest e il lato est hanno fatto pensare che le due opere siano state realizzate a circa quindici/vent'anni l'una dall'altra, a partire dal 500 a.C. circa. Nell'isola le fonti ricordano un'importante scuola scultorea, famosa soprattutto per la bronzistica.
In seguito allo studio delle tracce lasciate dalle cavità per i perni che dovevano fissare le sculture, si ritiene che fossero esistiti tre gruppi frontonali: sul lato est il gruppo originario e la cornice sovrastante sarebbero stati rimossi e sostituiti con un altro gruppo prima del completamento dell'edificio. Il frontone occidentale si data infatti intorno al 510-500 a.C.; il frontone est verso il 490-480 a.C. Non è chiaro perché quest'ultimo fosse stato sostituito. 
Scavati nel 1811, i cospicui resti delle statue vennero comprati dal re di Baviera e trasportati a Monaco dove vennero restaurati e ricomposti dallo scultore neoclassico Bertel Thorvaldsen. 
Le statue, dopo accurate analisi scientifiche, sono state ricostruite nel museo con la loro colorazione originale, una vivacissima policromia dall'impatto sconvolgente. La mostra da Monaco si è poi spostata in altre importanti sedi.
Altri frammenti di sculture frontonali, rinvenuti nel 1901, e poi ancora nel corso di ulteriori campagne di scavo, sono stati attribuiti a due diversi gruppi scultorei; ugualmente datati al 510-500 a.C. rappresentavano un'Amazzonomachia e il Rapimento della ninfa Egina da parte di Zeus: è possibile che essi facessero parte di composizioni create inizialmente per il frontone orientale del tempio, messe in opera solo parzialmente e poi smontate, per motivi che ci sfuggono, e rimontate successivamente presso l'altare, dove in effetti restano ancora due basi allungate.
Le vicende del restauro delle statue di Egina suggeriscono una riflessione sul concetto di bellezza nell'arte Greca. 
Non appena scoperte, nel 1811, le statue vennero portate a Roma, dove subirono un intervento di restauro ad opera dello scultore Danese Bertel Thorvalsden. 
Uno degli aspetti su cui si è fondato il pensiero dell'arte classica, a partire dall'Ottocento è la supposta acromia delle statue di marmo, cui bianco conferisce un aspetto freddo e sovratemporale.
In realtà le sculture di Egina erano variopinte.

## Descrizione e stile

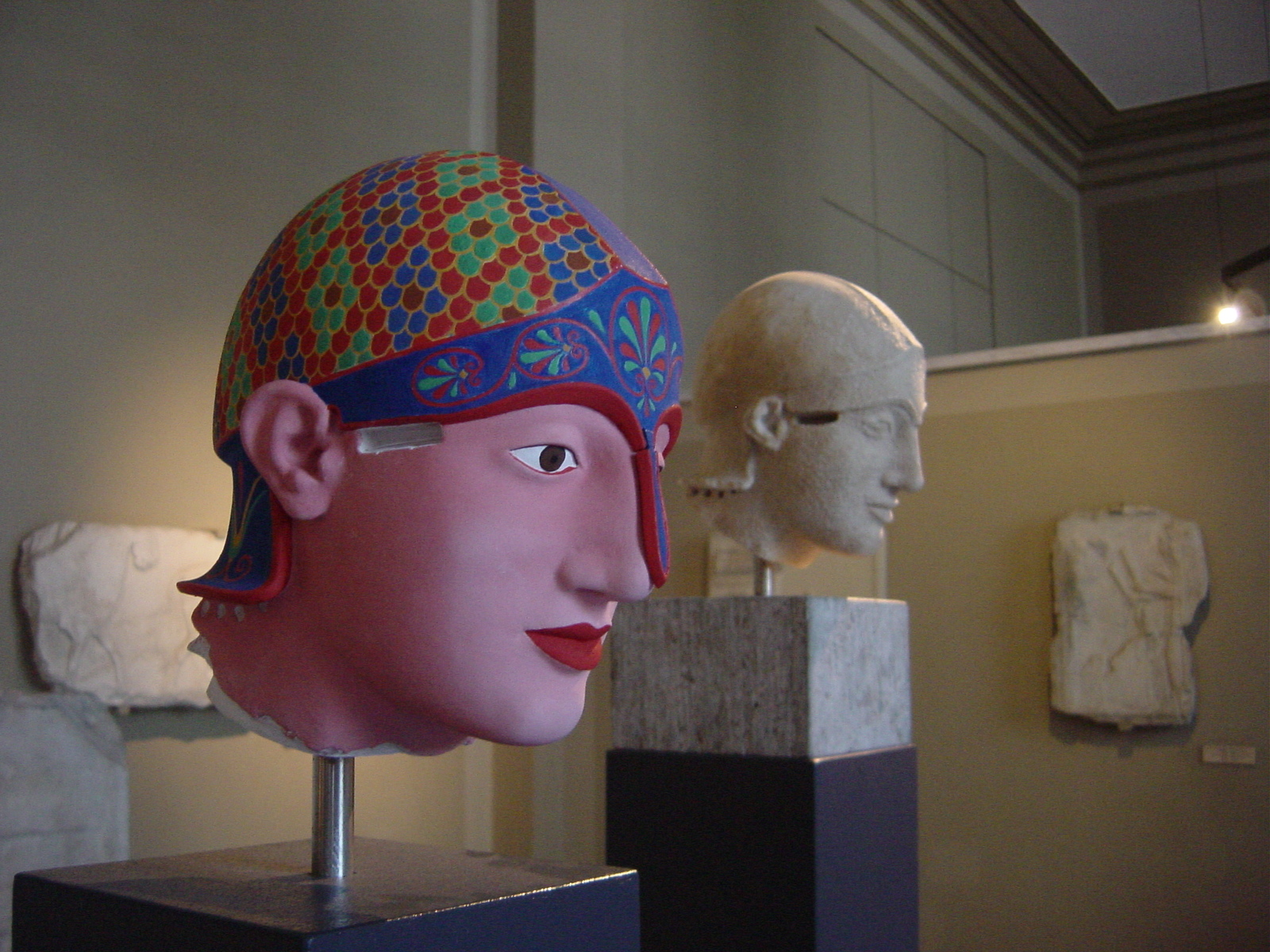
La testa IX del frontone est e la sua ricostruzione policroma

Per i greci la scultura frontonale era un vero e proprio genere con caratteristiche proprie: si trattava di organizzare una composizione unica con più personaggi, fruibili pressoché solo frontalmente e capaci, ovviamente, di riempire organicamente la forma triangolare del frontone.
Entrambi i frontoni mostrano al centro la figura della dea Atena (alla quale Afaia era assimilata), e ai lati gruppi di combattenti, con gli angoli del frontone occupati da guerrieri caduti e armi abbandonate, rappresentanti le imprese troiane degli eroi locali: dalla ninfa Egina e da Zeus sarebbe nato infatti il primo re dell'isola, Eaco, padre di Telamone, da cui nacque l'eroe omerico Aiace Telamonio, e di Peleo, padre di Achille.
Le sculture si presentano perfettamente rifinite anche sul lato rivolto verso l'interno del frontone, sebbene questo non fosse visibile. Esse erano policrome e si stagliavano sullo sfondo rosso e blu del timpano. Alcuni particolari erano in bronzo dorato e in metalli preziosi. Le sculture frontonali di Egina furono frutto di un progetto unitario, opera di due scultori, o di due scuole, che riflettevano una diversa sensibilità artistica. Lo scultore del frontone ovest e delle prime versioni del frontone est, che è probabilmente anche l'ideatore di tutto il ciclo scultoreo, continua la maniera arcaica, con tutti i suoi valori di perfezione astratta; una ventina d'anni dopo, lo scultore del frontone orientale ripropose lo stesso soggetto mettendo in atto una nuova estetica, con una ricerca più avanzata sul corpo in movimento nello spazio, che sfocerà, di lì a poco, nello stile severo. 

### Frontone occidentale

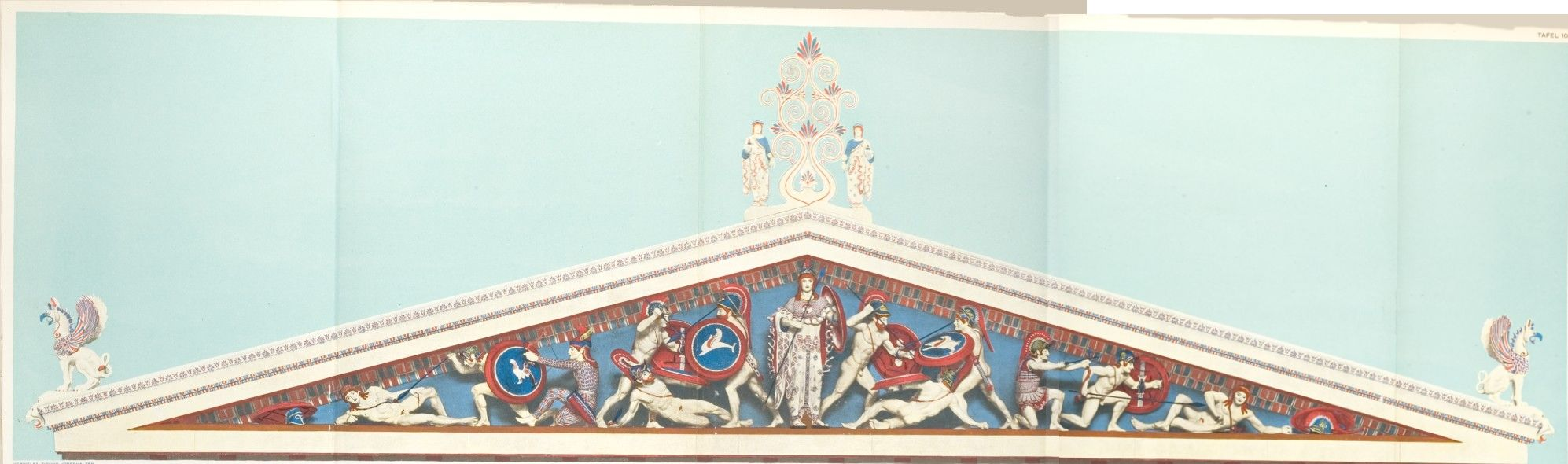
Il frontone occidentale nella ricostruzione di Adolf Furtwängler, 1906

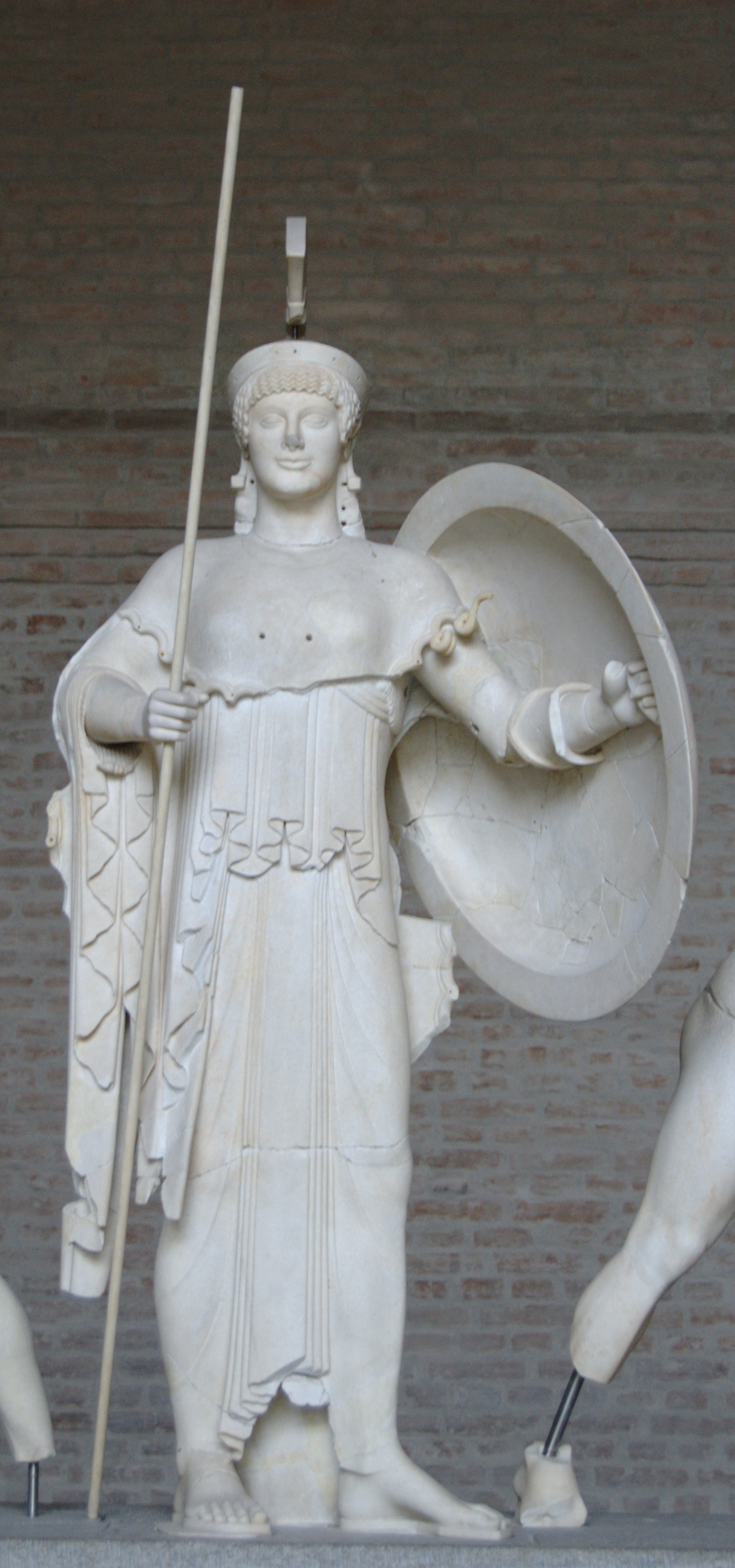
Atena del frontone ovest

Il frontone occidentale è quello più antico e in esso è narrata la seconda guerra di Troia, descritta nell'Iliade. Atena domina la scena al centro, mentre ai lati si scatena la battaglia, bilanciata simmetricamente. La dea non partecipa materialmente alla battaglia, ma vi assiste, invisibile ai combattenti; è raffigurata in piedi con la parte superiore del corpo rigidamente frontale e le gambe di tre quarti, la sinistra leggermente avanzata e la posizione ferma e verticale.
L'idea doveva essere quella di suggerire un movimento nei personaggi che, a partire dalla figura statica della dea al centro, si propagava per andare verso l'esterno, fino ad arrivare alle estremità, dove si esauriva di nuovo nelle figure morenti. In posizione preminente Aiace Telamonio. Gli angoli del frontone sono occupati da un elmo e uno scudo usati come riempitivi.
In totale si contano dodici combattenti: dopo una prima coppia di opliti, due arcieri voltano le spalle ai gruppi centrali; seguono due guerrieri, un greco con la spada e un troiano con la lancia, stanno atterrando i rispettivi avversari, e i feriti, distesi, che occupano alle estremità gli angoli del frontone. All'interno di questo schema le coppie di combattenti e i singoli guerrieri restano isolati ciascuno nella propria individualità. 
L'artista si sforzò di riempire lo spazio triangolare mantenendo le proporzioni dei corpi, sebbene alcune figure, come quella del caduto di sinistra (guerriero VII), mostrino una torsione un po' forzata, che dimostra una padronanza non ancora piena dello spazio a disposizione. Colto mentre sta cercando di estrarre la freccia dal petto (l'arma, all'origine in bronzo, è perduta), è rivolto verso lo spettatore, quasi di prospetto, con una posizione forzata che richiama quella del gigante ferito del tempio dei Pisistratidi; le partizioni addominali molto pronunciate, i tratti del volto con il caratteristico sorriso, l'acconciatura con i riccioli sulla fronte e i capelli lunghi riflettono gli stilemi della scultura tardo-arcaica. 
Notevole è l'impegno nella rappresentazione della figura umana nuda, come dimostra la celebre immagine dell'Arciere scita, dalla perfetta sintesi geometrica; è raffigurato di profilo, in una posizione elegante, ma fortemente disegnativa.

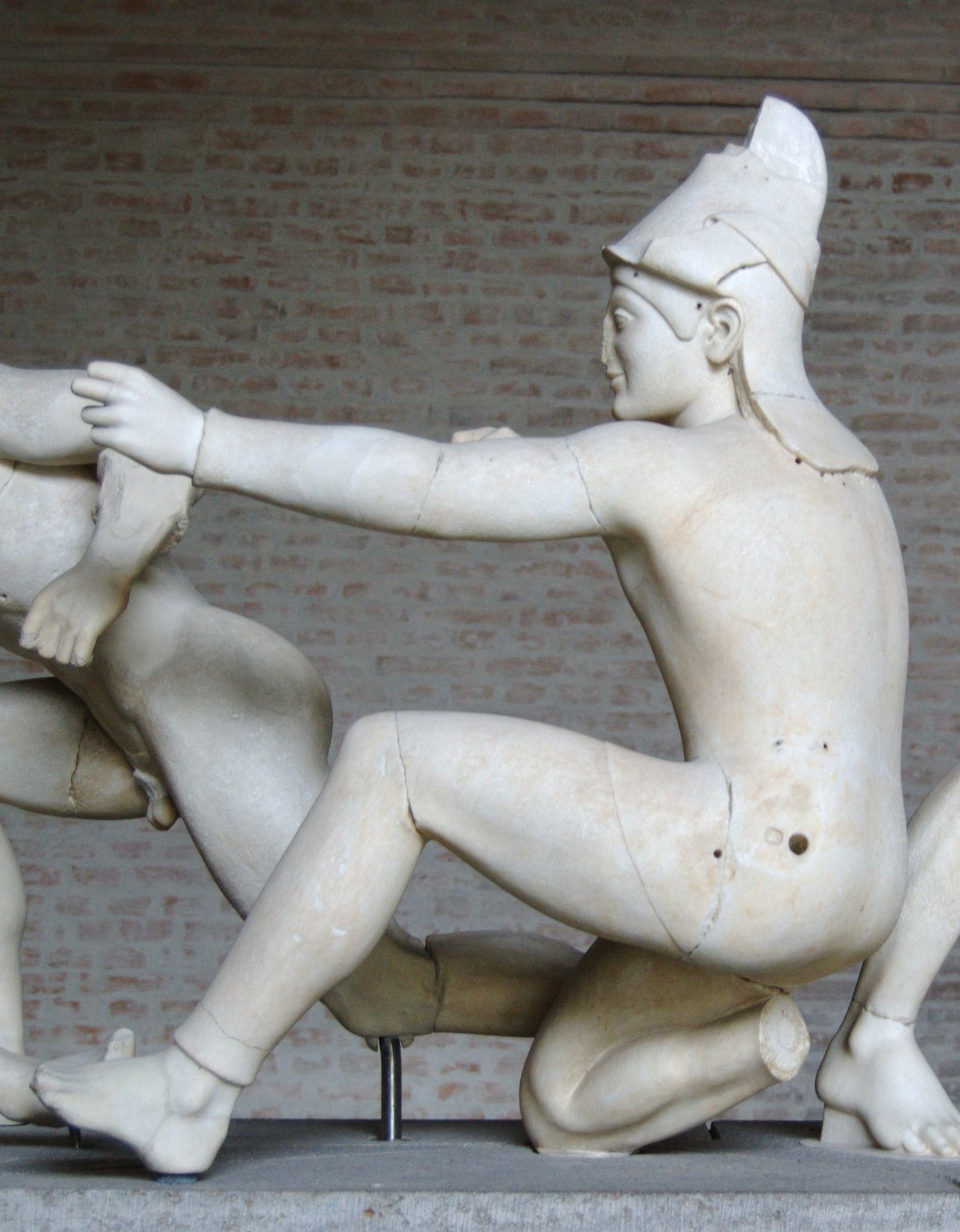
L'arciere scita
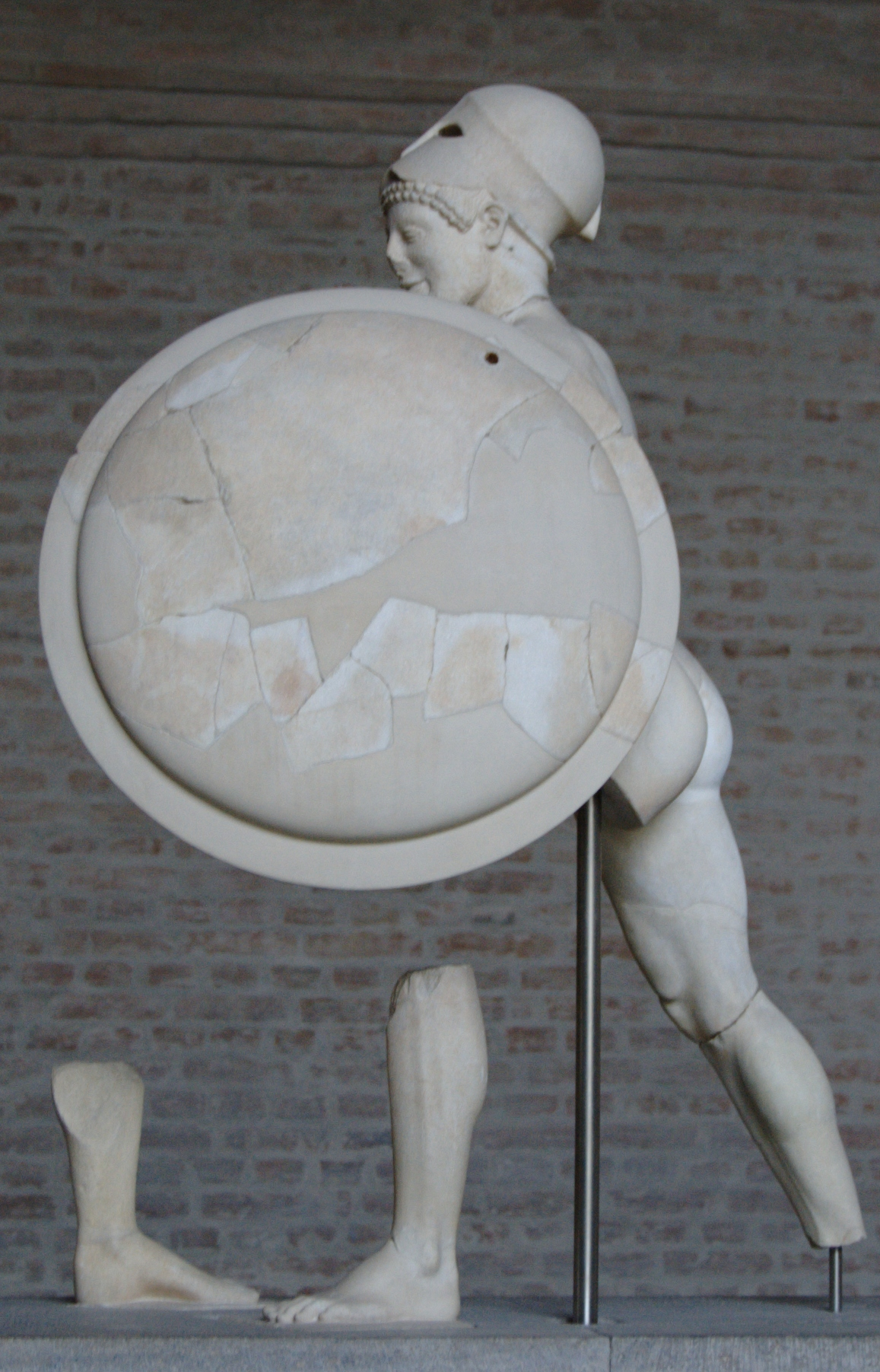
Aiace
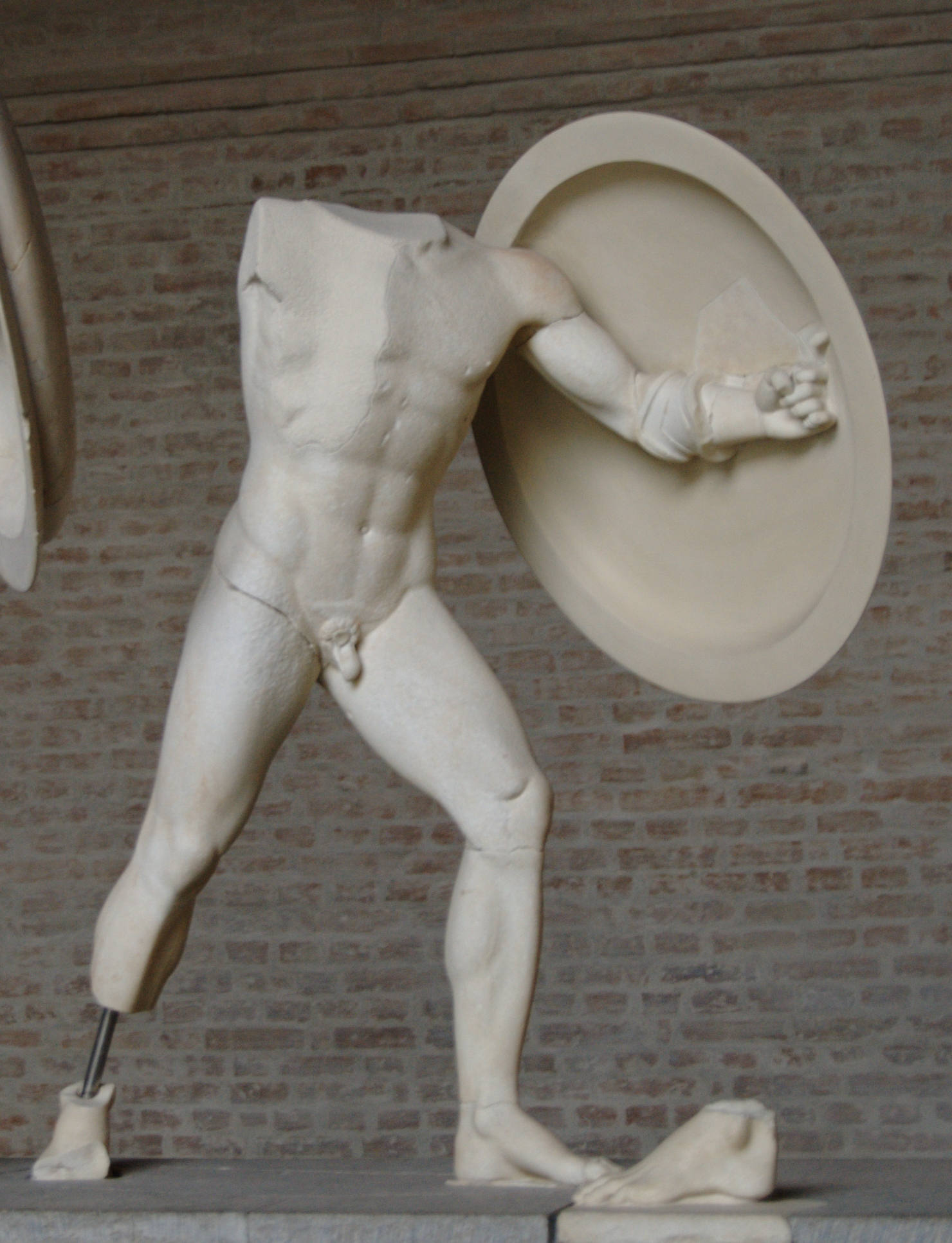
La figura II
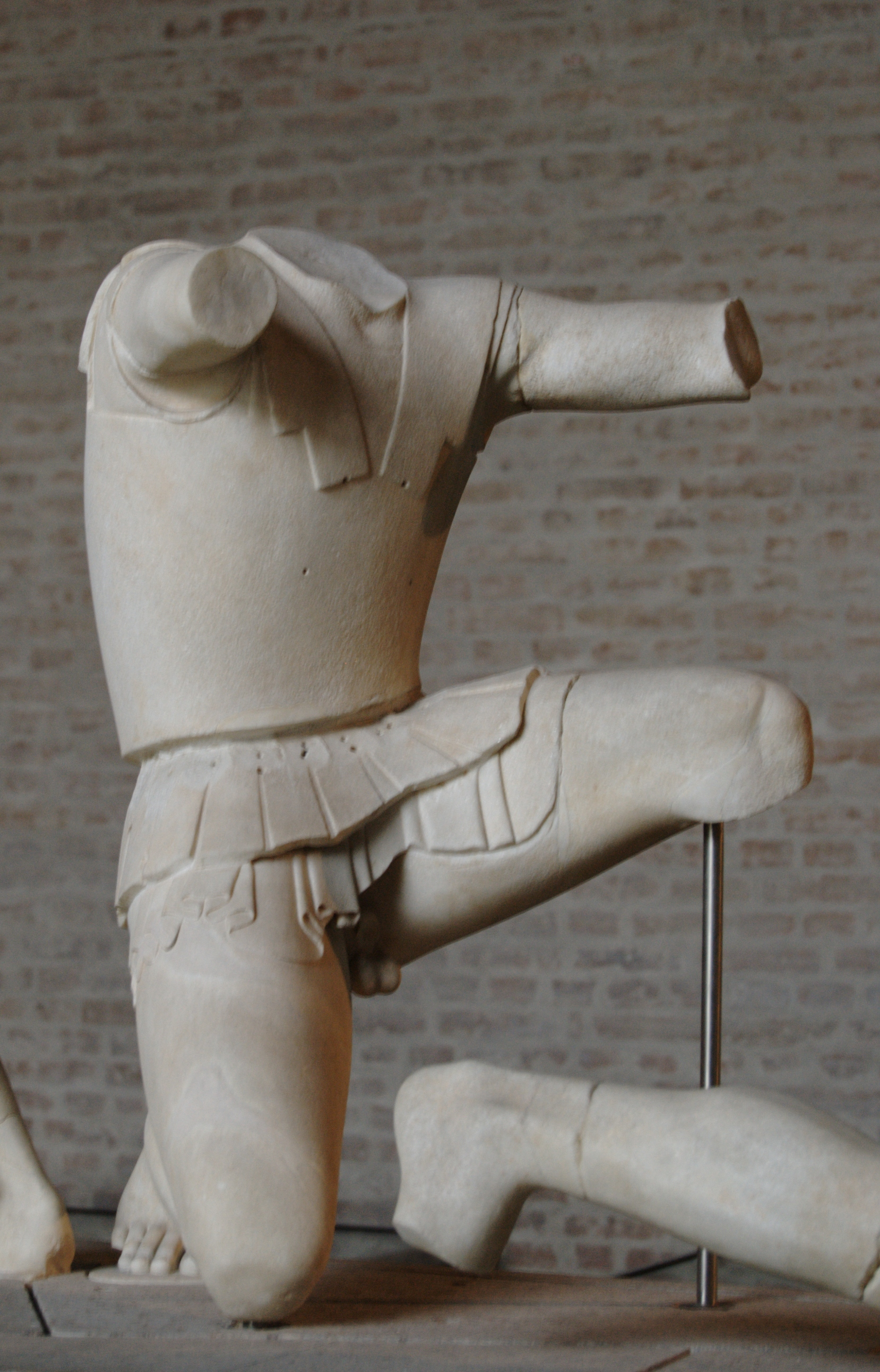
La figura IV
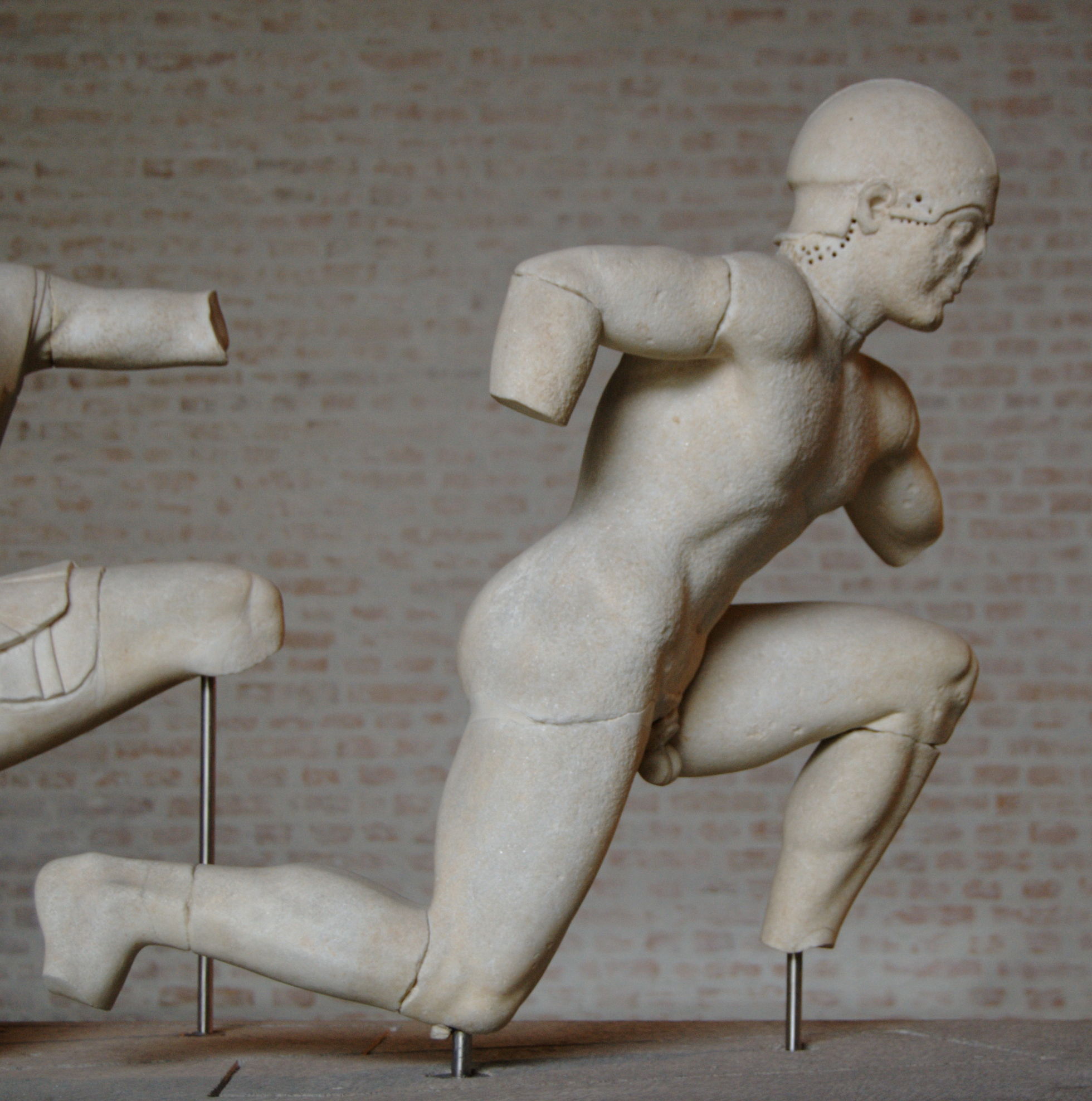
La figura V
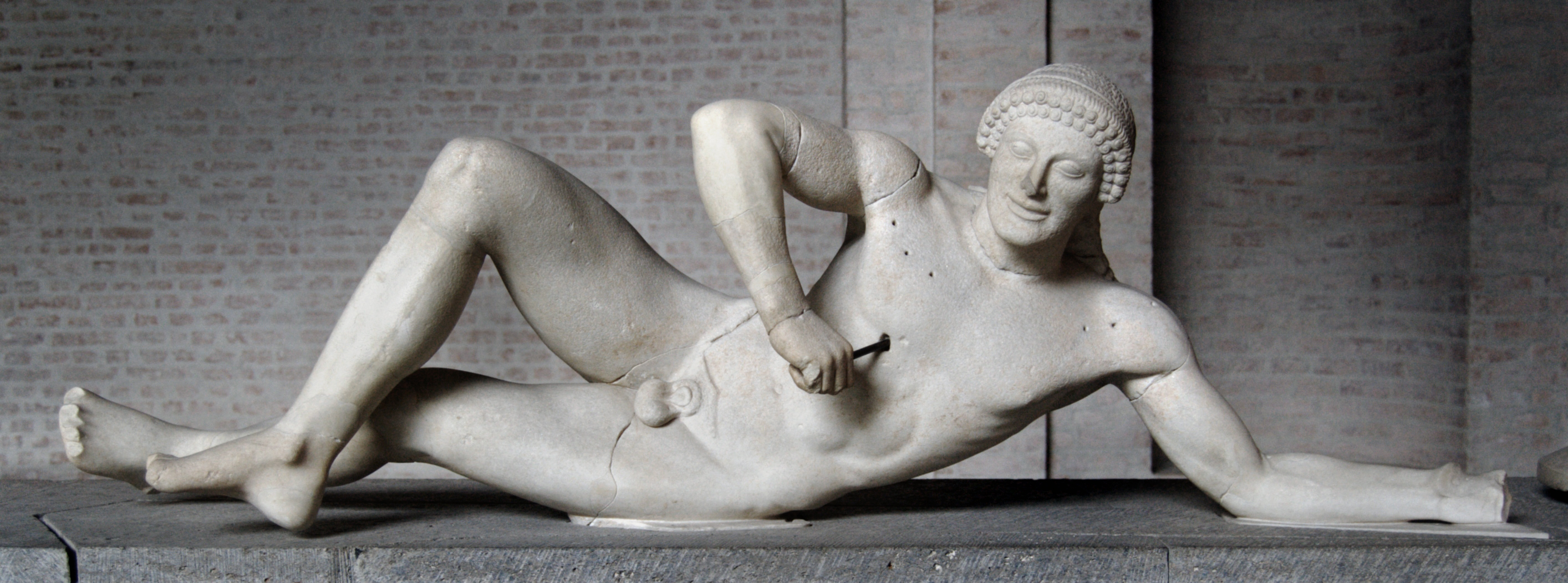
Guerriero morente, figura VII
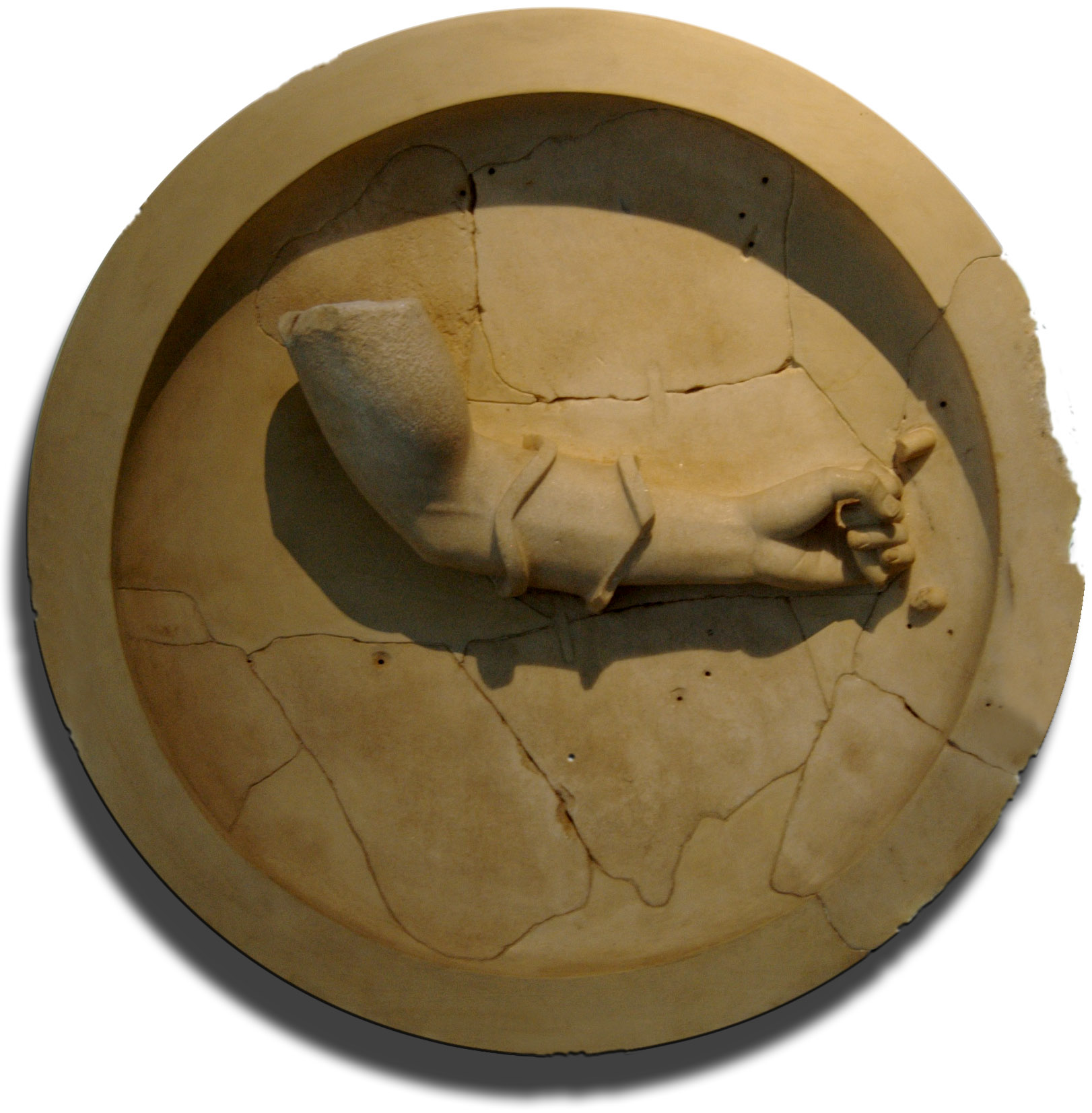
Lo scudo della figura X
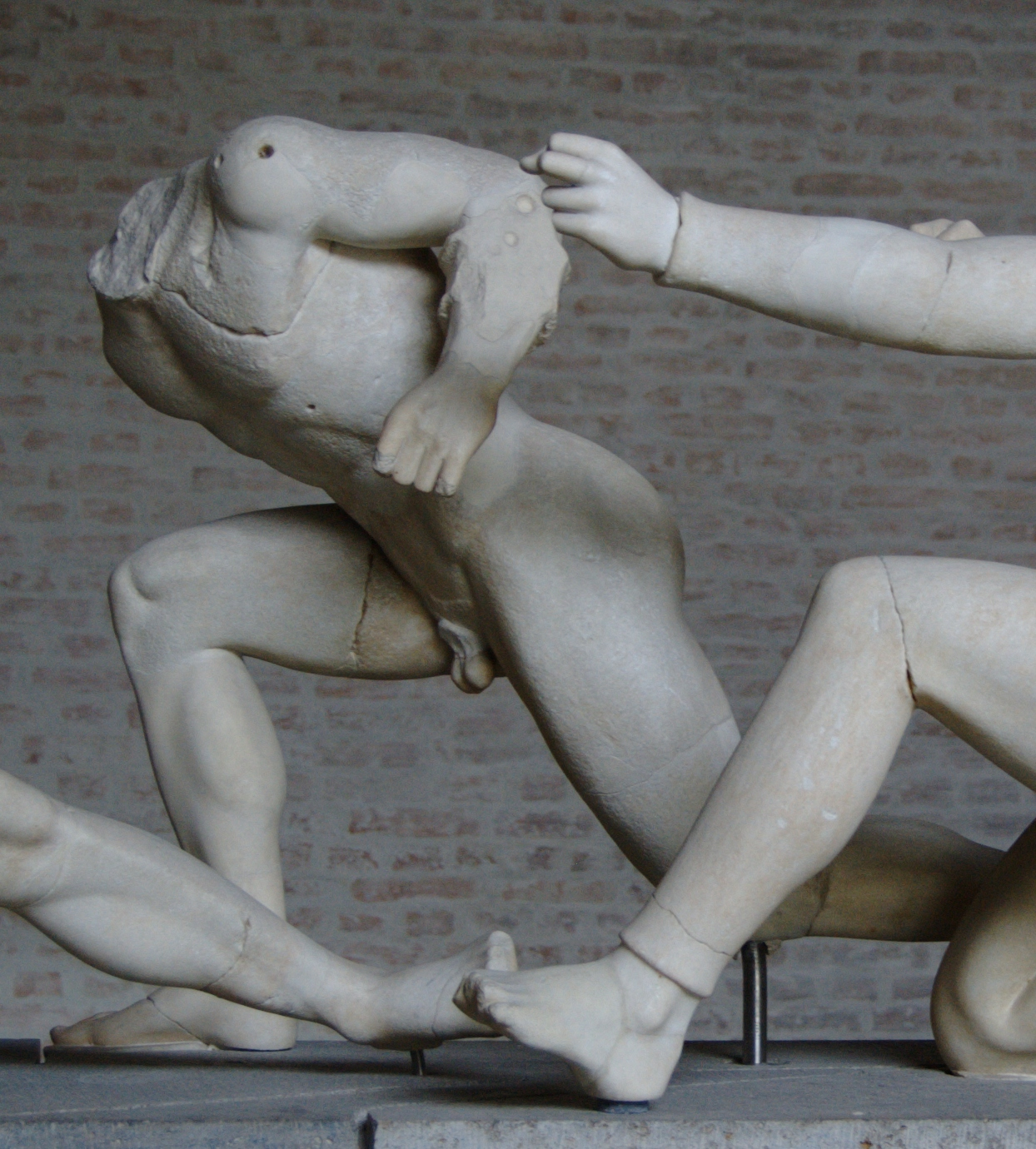
La figura XII
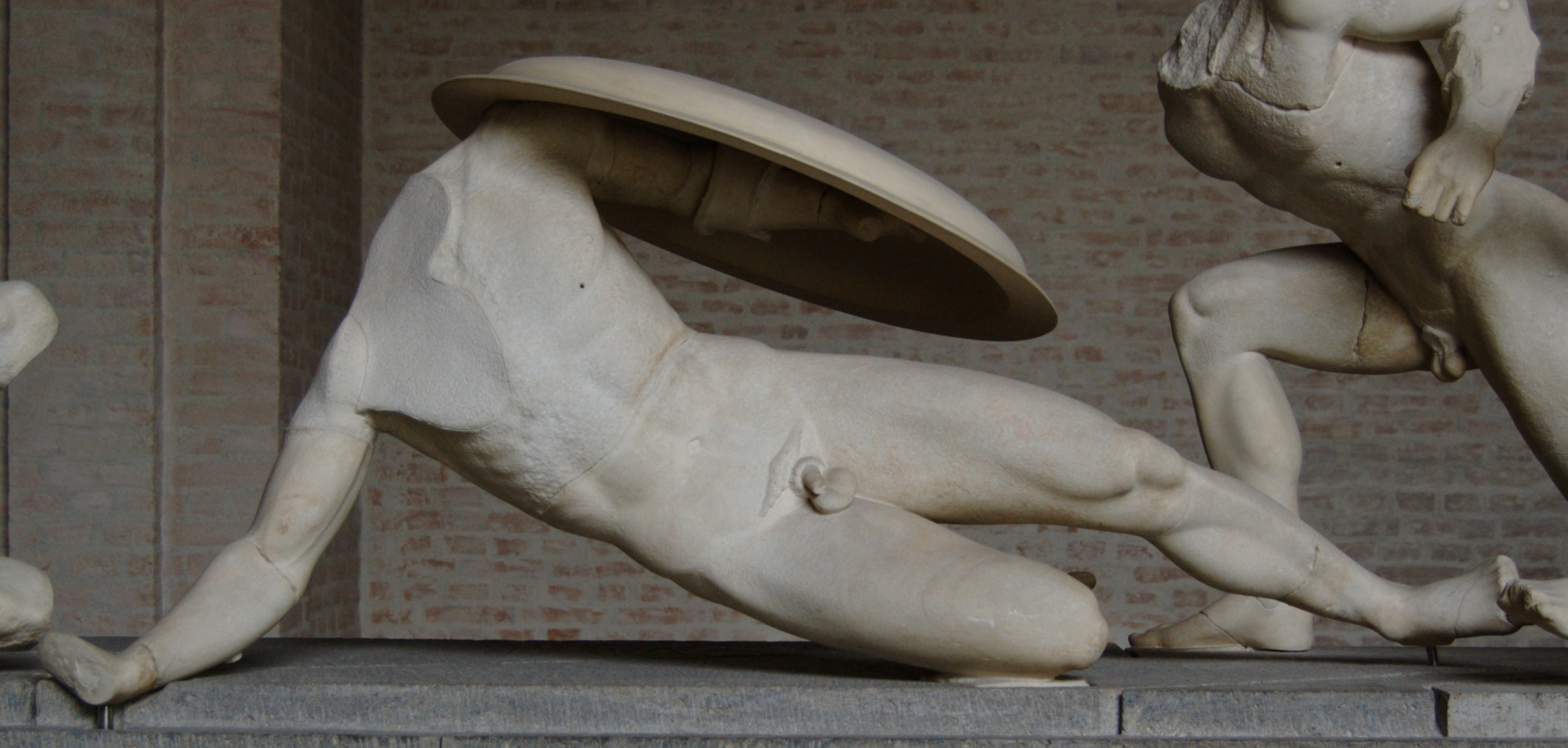
La figura XIII
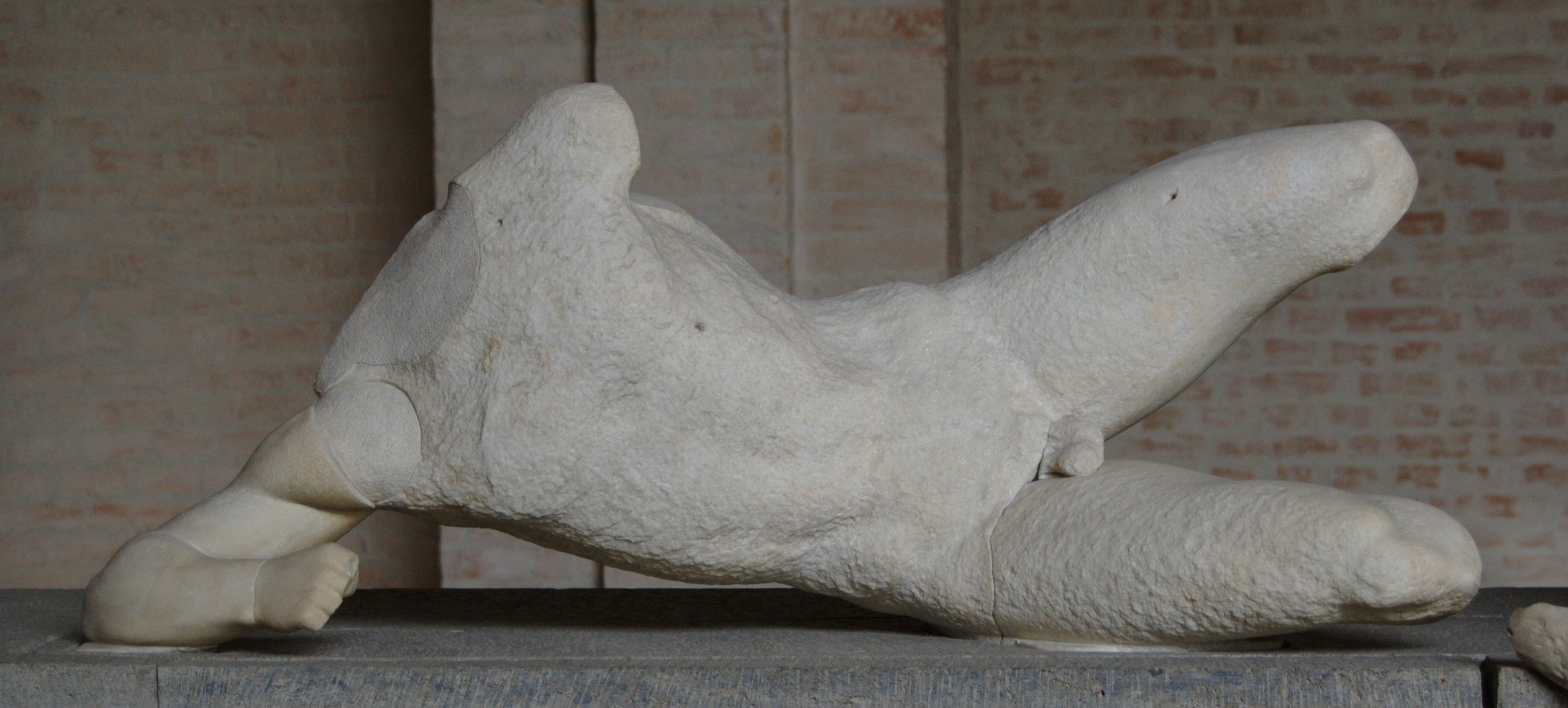
Il guerriero morente, n. XIV
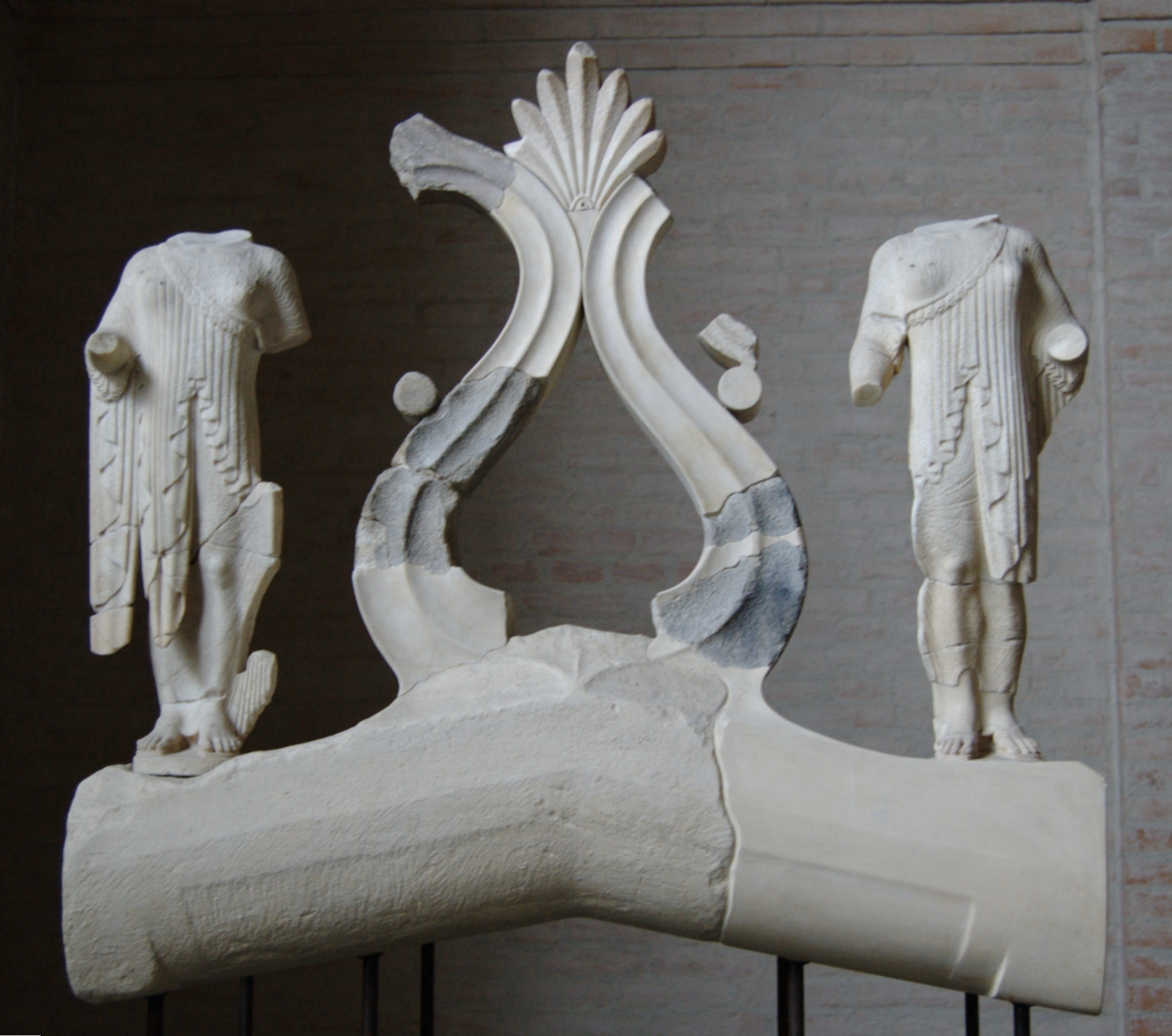
Il coronamento
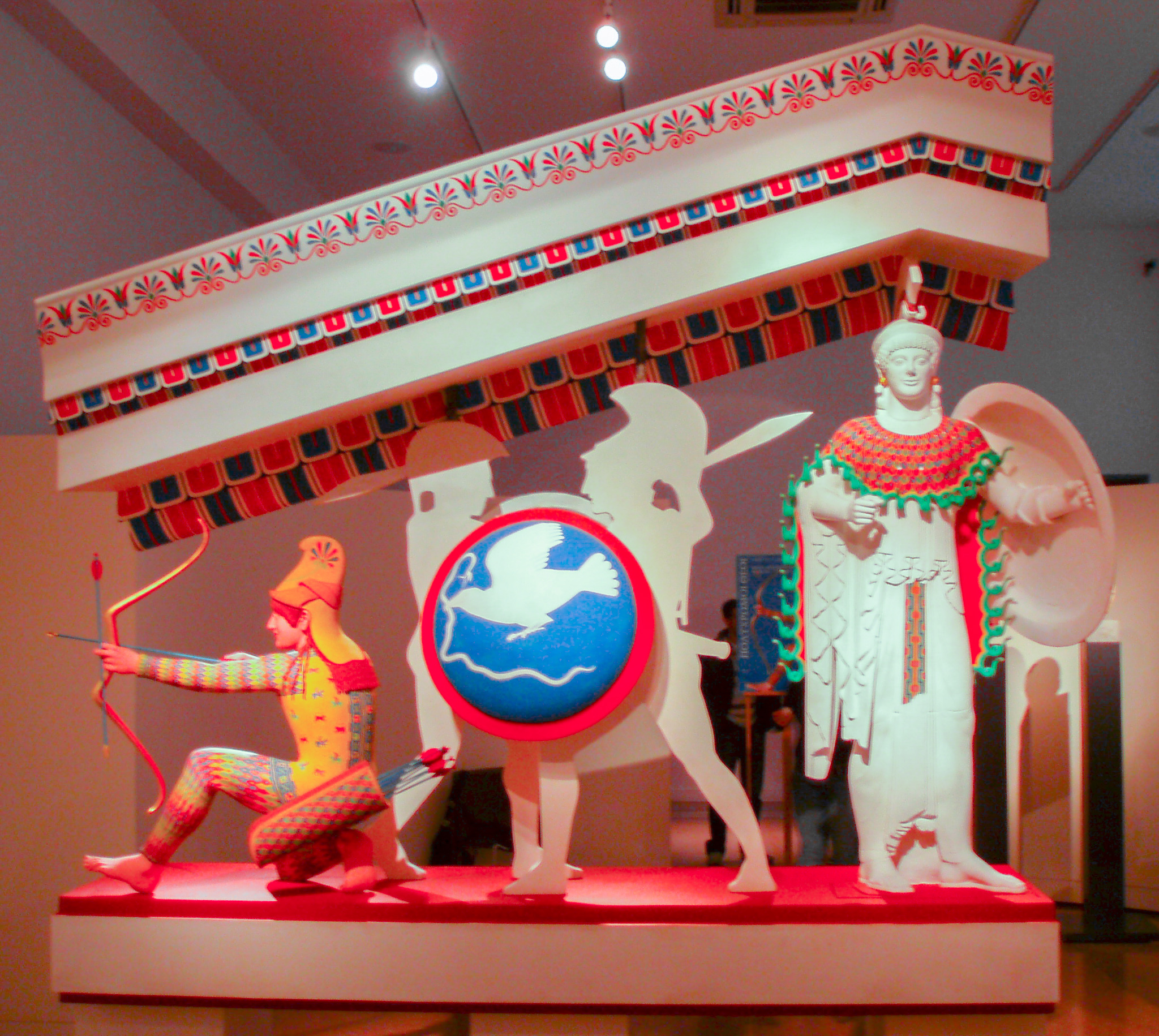
Ricostruzione policroma del frontone ovest

### Frontone orientale

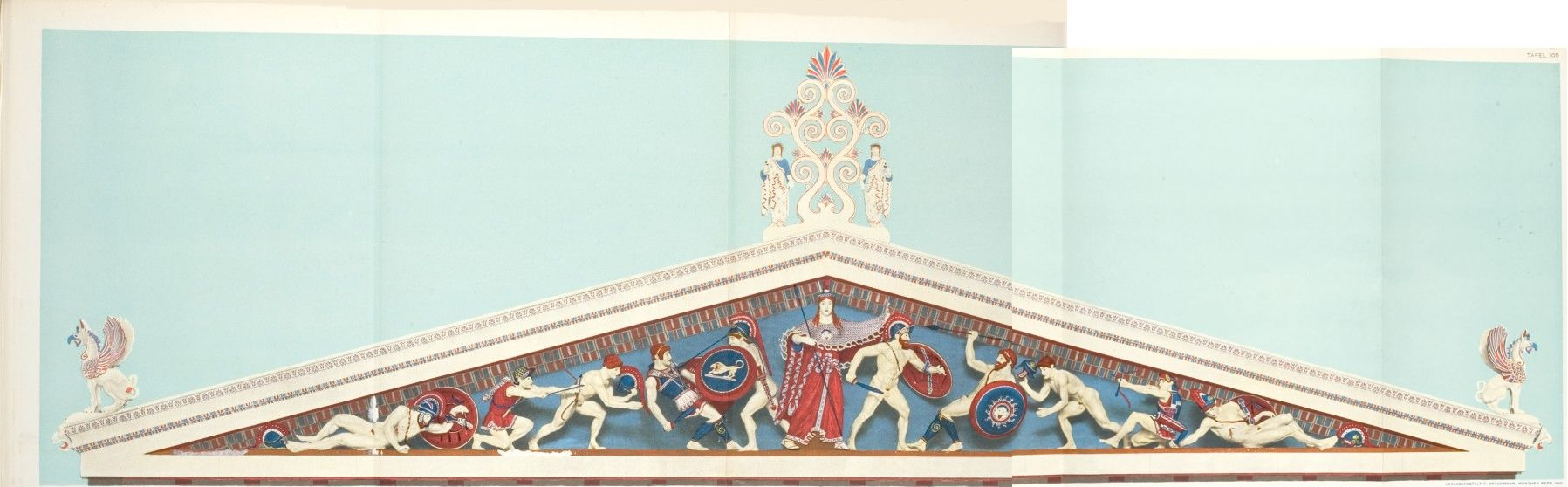
Il frontone orientale nella ricostruzione di Adolf Furtwängler, 1906

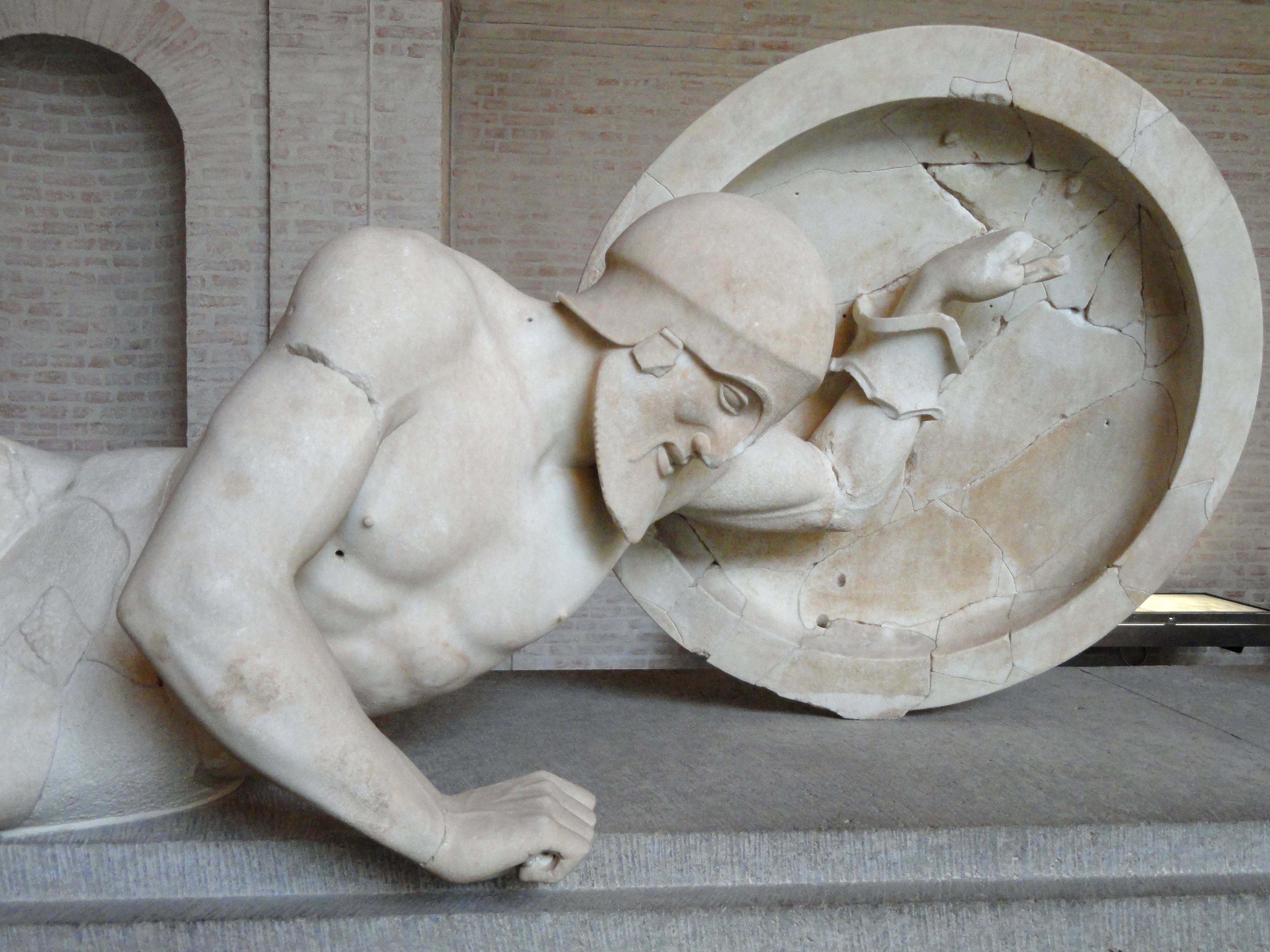
Laomedonte

Il gruppo frontonale orientale raffigura la prima guerra troiana, con Telamone che combatte a fianco di Eracle. Le sculture mostrano caratteri più tardi rispetto a quelle del gruppo occidentale, con pose di maggiore dinamicità e una composizione più articolata nello spazio frontonale a disposizione, con gli angoli occupati dalle gambe dei combattenti caduti.
Anche qui la dea domina il gruppo al centro, fungendo da perno statico della battaglia. Essa è però quasi totalmente perduta: ne restano la testa, l'avambraccio sinistro coperto dall'egida e i piedi ricoperti da un lungo chitone. Il volto della dea, come quello degli altri personaggi, mostra già notevoli differenze, con forme meno squadrate, superfici più morbide e un'attenuazione del sorriso arcaico. Probabilmente era stata rappresentata in movimento: la testa è frontale, ma i piedi sono rivolti verso destra, come il braccio sinistro, proteso, che doveva scuotere l'egida. La disposizione della figura richiama quella presente nel tempio di Atena Poliàs dei Pisistratidi, sull'acropoli di Atene. 
Diminuiscono le figure di guerrieri, portate a dieci e ingrandite nelle dimensioni. A differenza dell'altro frontone, qui la composizione tende prevalentemente verso l'interno. Ai lati della dea si fronteggiano due gruppi di combattenti, seguiti ciascuno da un oplita, colto nell'atto di accorrere in soccorso del guerriero soccombente, da un arciere e da un ferito. I personaggi sono disposti in schemi più variati e meno ripetitivi che rendono la composizione più unitaria. Lo scultore ha infatti utilizzato schemi incrociati, con figure rivolte verso gli angoli e figure che, dagli angoli, si muovono verso il centro; tutti partecipano all'azione. È uno schema compositivo che verrà ripreso e migliorato nel frontone occidentale del tempio di Zeus a Olimpia.
Il guerriero XI, rispetto al suo omologo sull'altro frontone, è raffigurato molto più realisticamente di tre quarti, con il volto di profilo verso a terra; prossimo alla morte, resta in appoggio al grande scudo rotondo, ma la mano, priva di forza, ricade. Siamo di fronte a una concezione diversa della prospettiva e il passaggio dalla visione di prospetto a quella di profilo avviene lentamente, con una torsione più naturale. Anche l'anatomia - che in entrambi i frontoni appare particolarmente curata, per sottolineare lo sforzo e la prestanza fisica dei guerrieri, idealizzati al solito come atleti - è qui meno descrittiva. In generale i movimenti sono più aperti, e invece di concentrarsi sul piano verticale si proiettano più apertamente nello spazio, sondando timidamente il vuoto circostante.
Efficace l'Eracle, pesantemente accucciato sui talloni, con il torso teso all'indietro e la gamba destra proiettata all'infuori; una figura che acquista la sua giusta dimensione nello spazio.	
I guerrieri VIII e III hanno una posizione instabile, particolarmente dinamica, raffigurati in una rotazione di tre quarti che risulta ai nostri occhi piuttosto audace per l'epoca. 

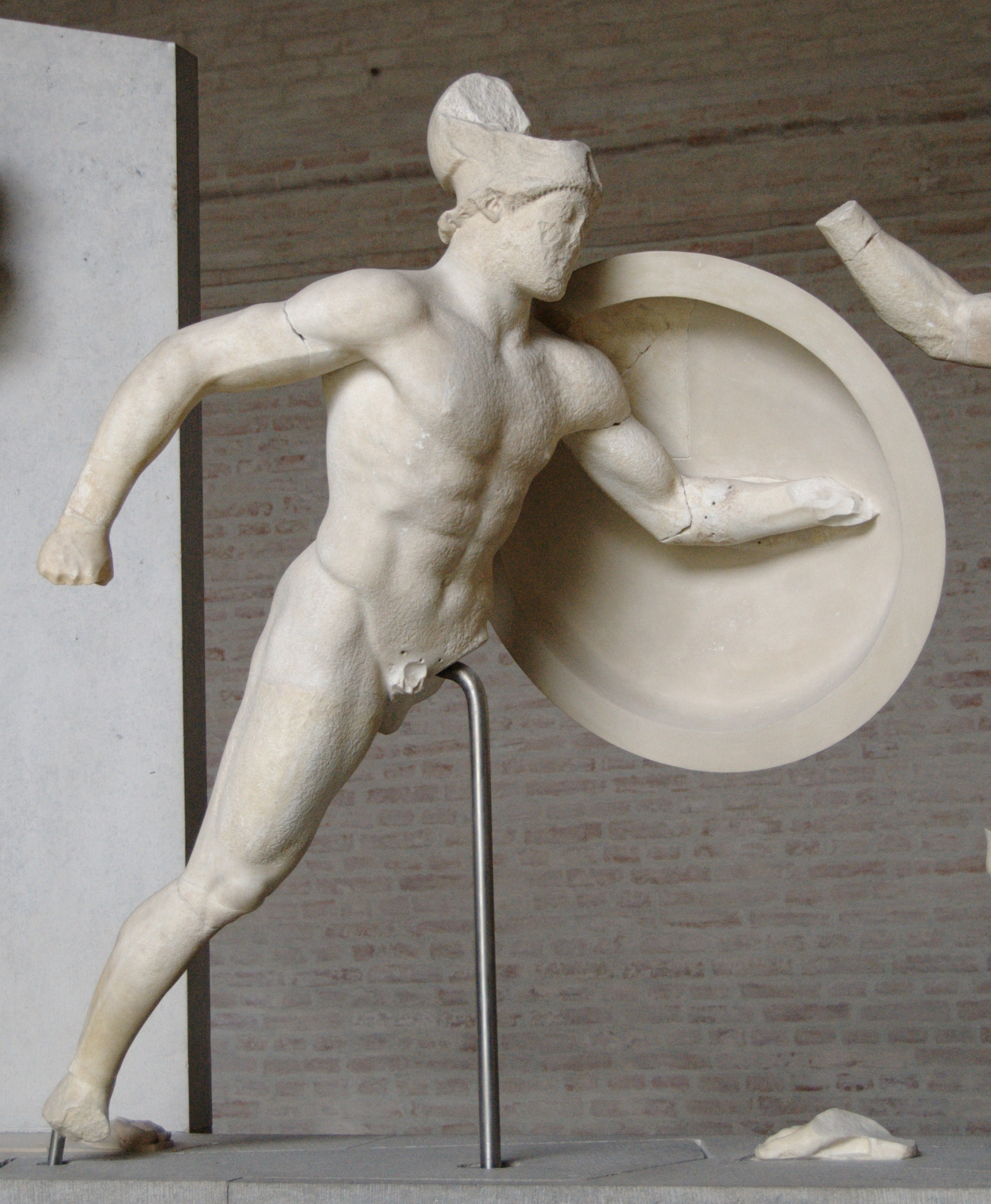
La figura II
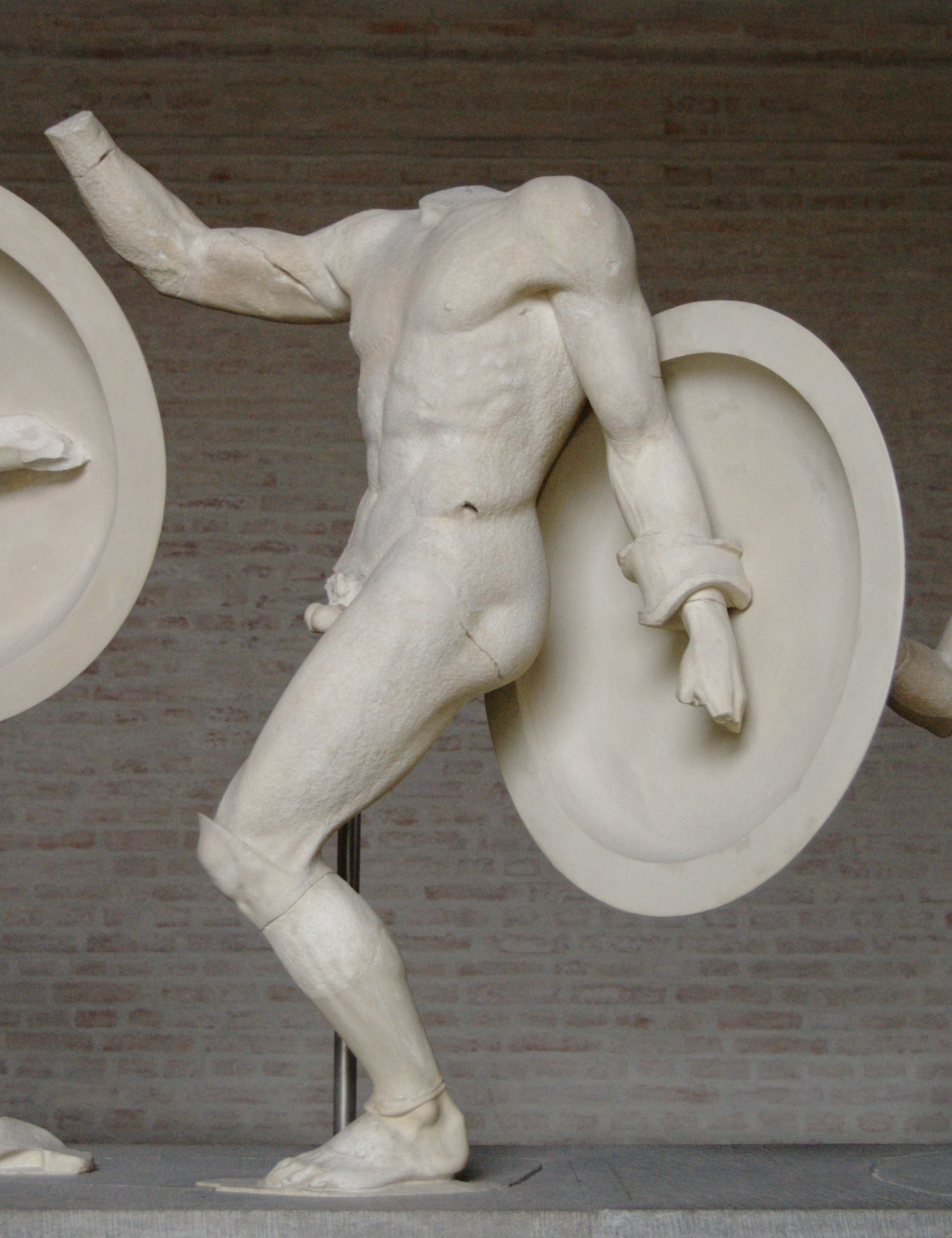
La figura III
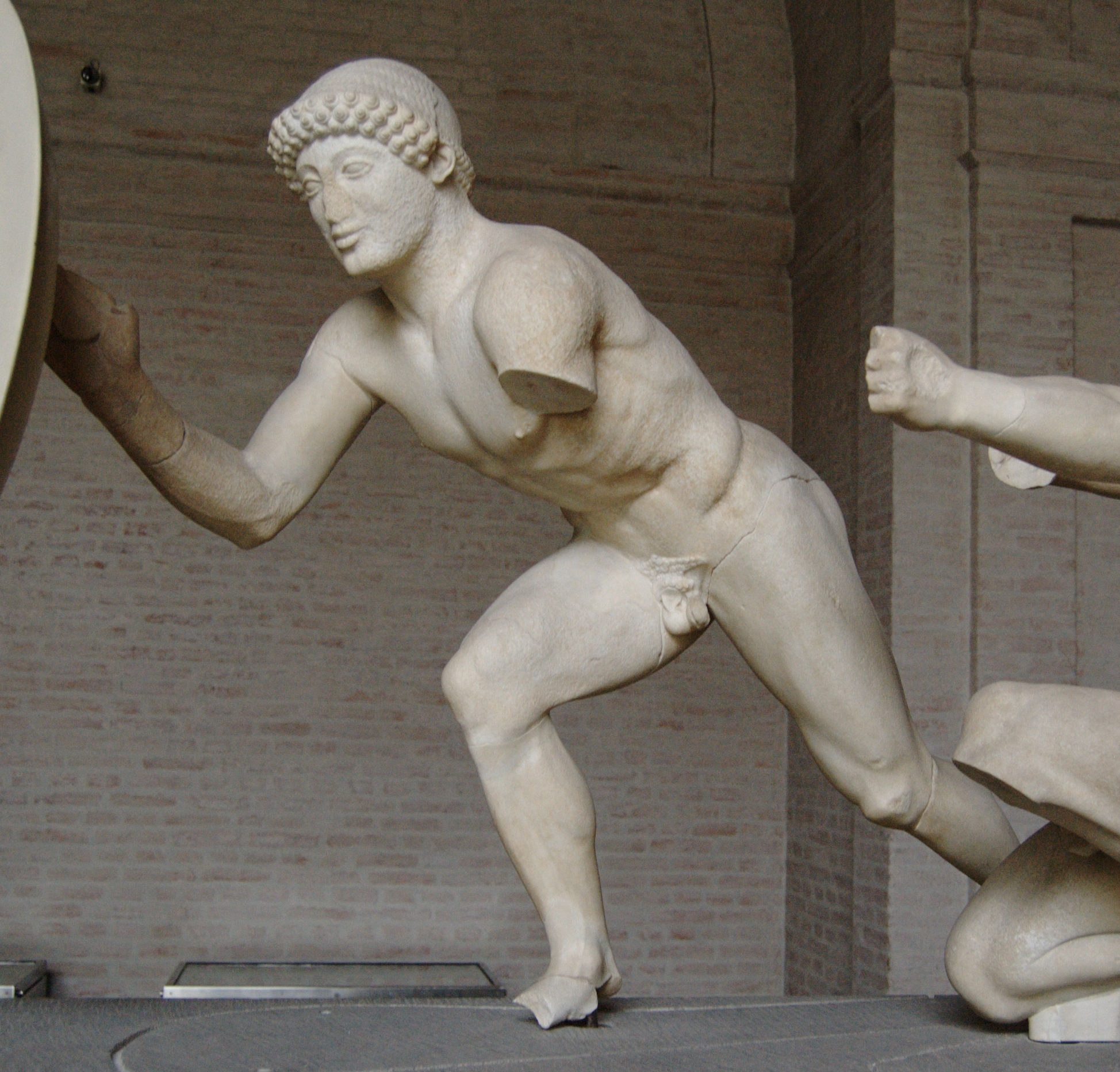
La figura IV
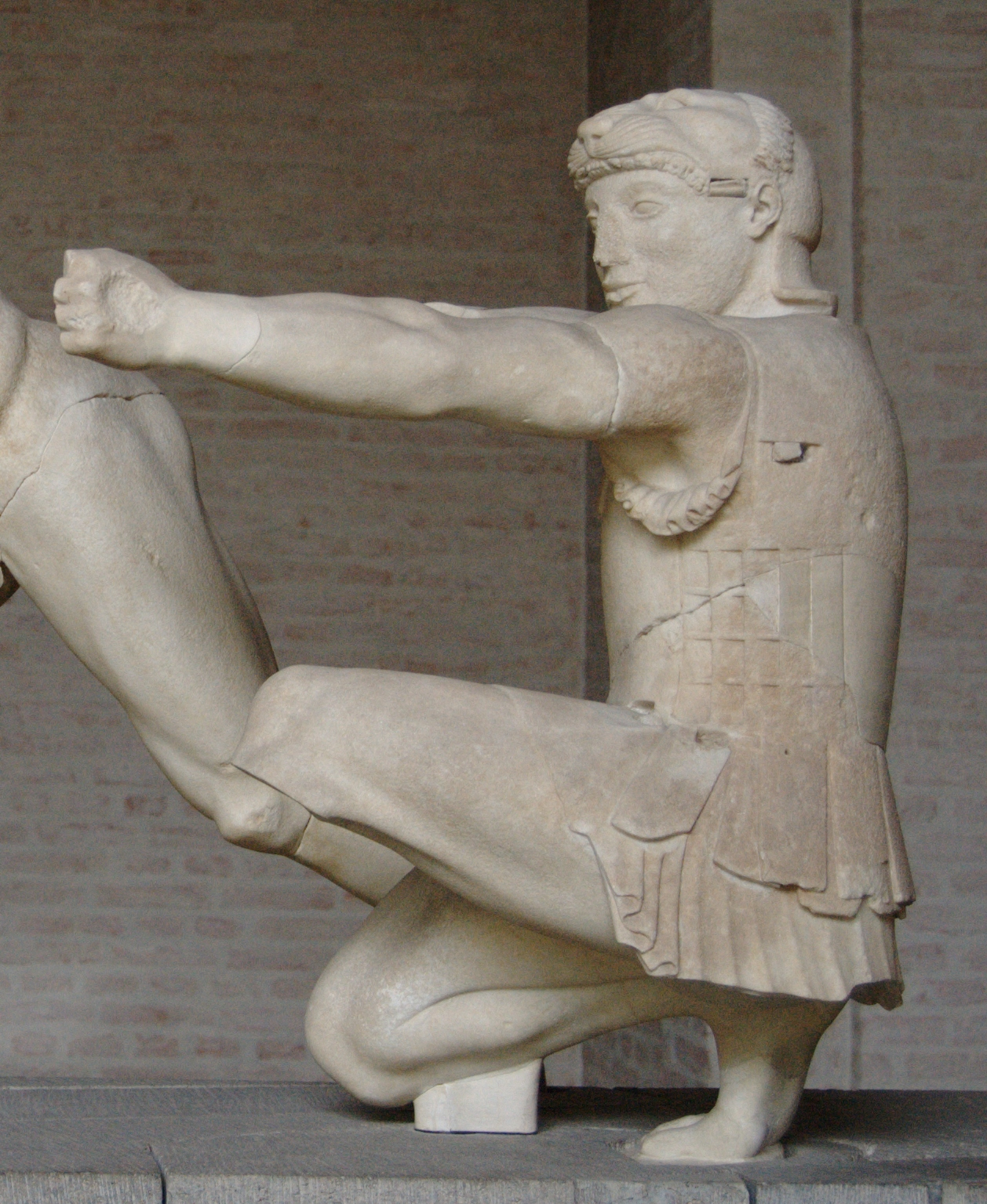
Eracle
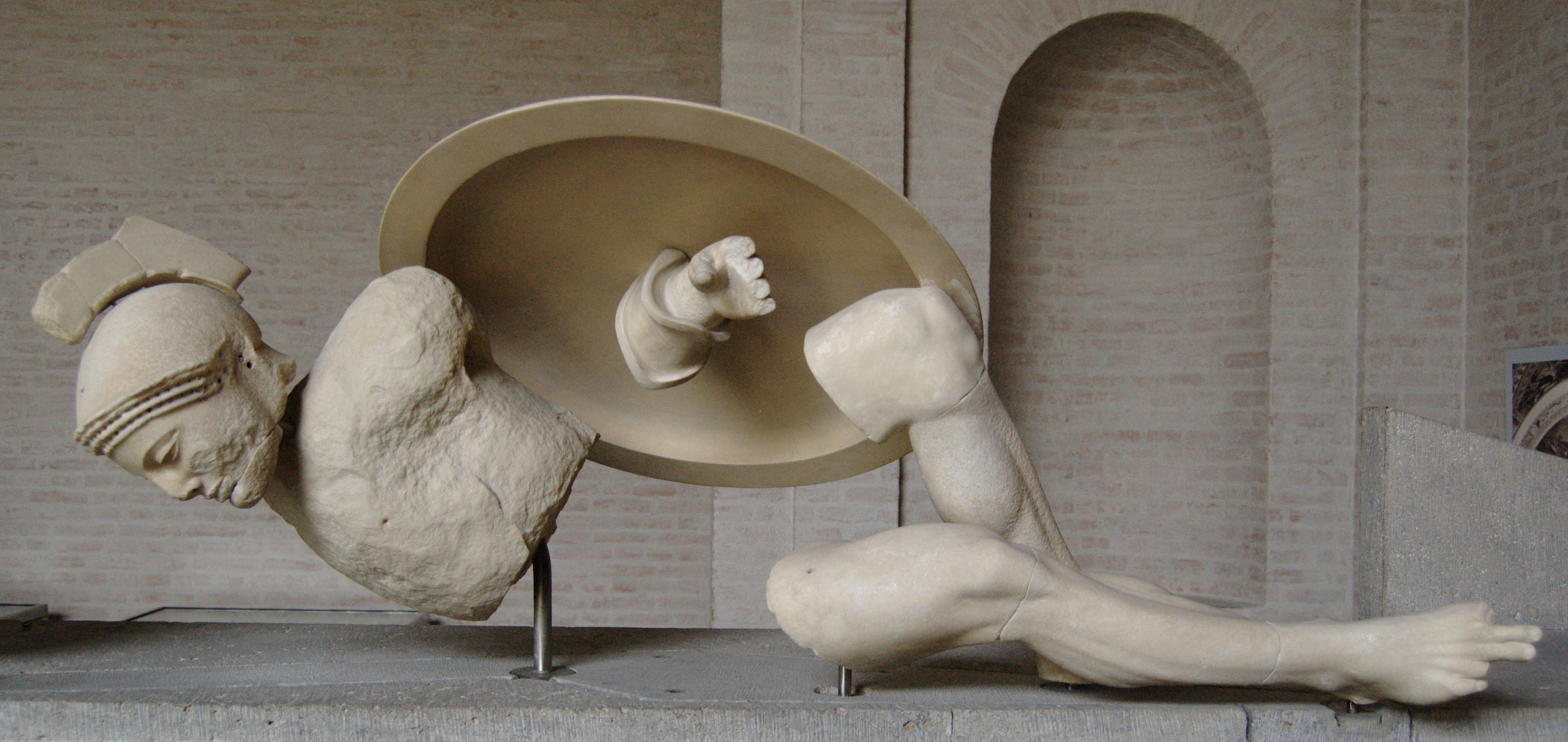
La figura VI
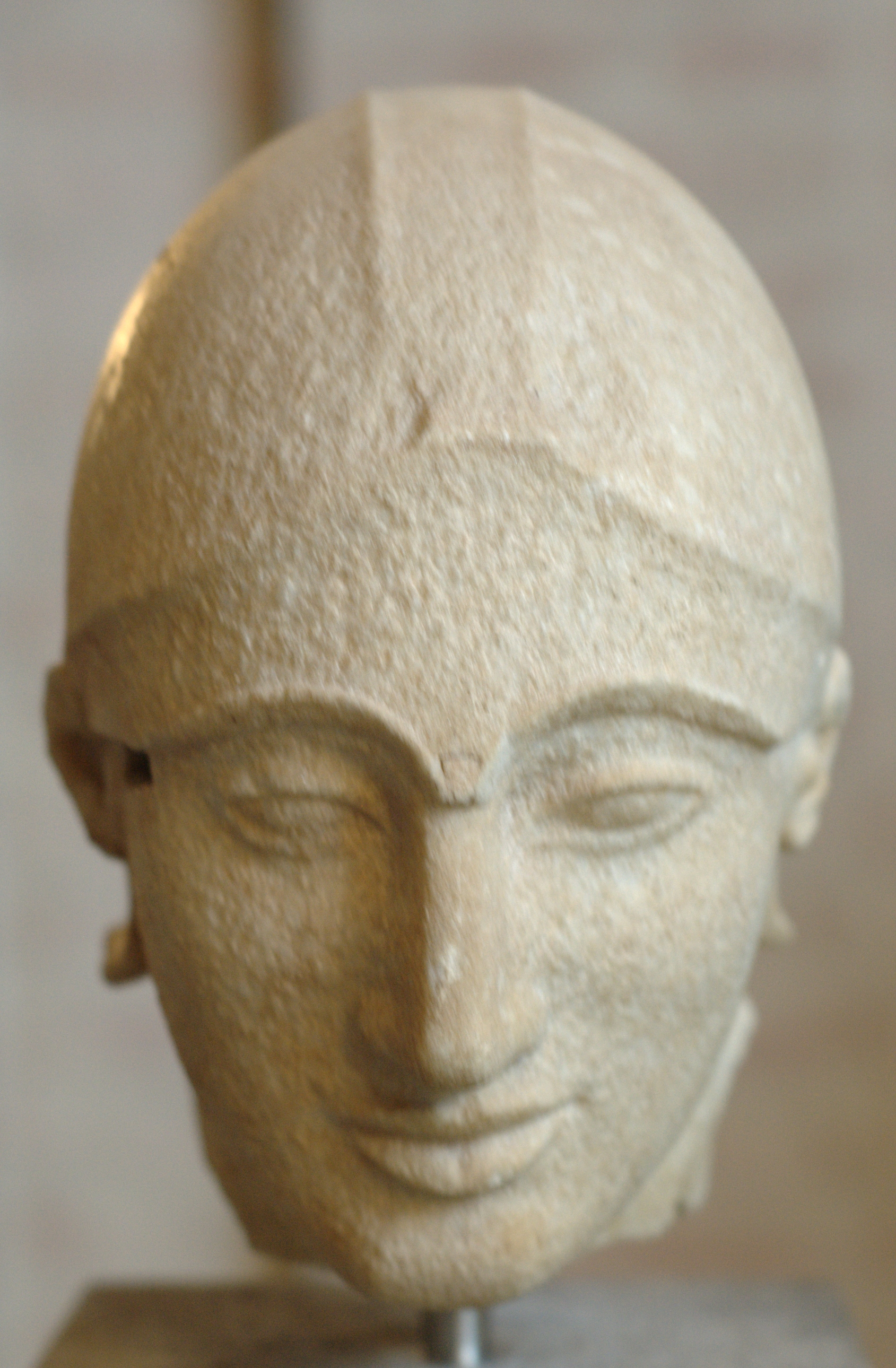
La testa della figura IX

## Bibliografia

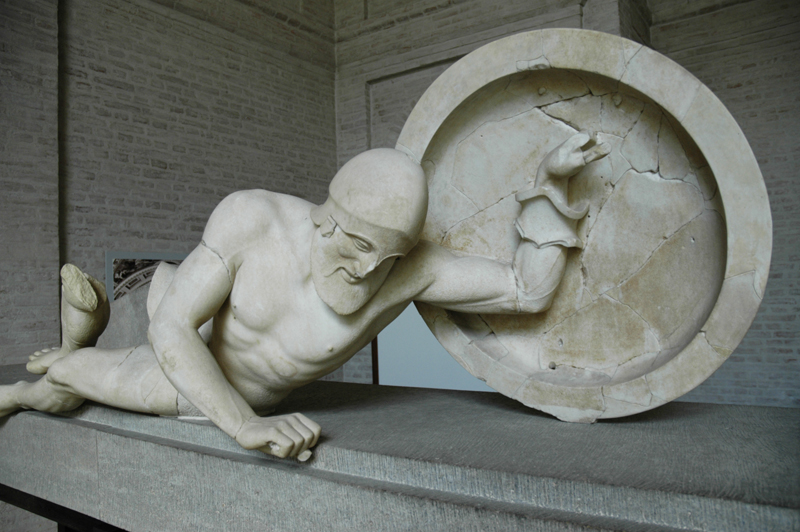
La figura XI del frontone est